# 平面における直線の標準形
平面上の解析幾何学において、直線の方程式はそのさまざまな特徴の抽出の仕方によって種々の標準形 を持つ。一般に直線の方程式は実二変数の一次方程式であたえられる。
以下、x, y を実数値の変数、t を実数値助変数とし、それ以外は定数を表すものとする。

## 一般形
直線の方程式の一般形 (general form) は
{\displaystyle Ax+By+C=0}
の形で与えられるものである。ただし、A, B の少なくとも一方は 0 ではないものとする。慣習的に A ≥ 0 となるように書くのがふつうである。この方程式のグラフは座標平面上の直線であり、また平面上の全ての直線がこの一般形で表される。A が 0 でないなら、直線の x-切片（グラフが x-軸 (y = 0) と交わる点の x-座標）の値は −C/A であり、B が 0 でなければ、y-切片（グラフが y-軸 (x = 0) と交わる点の y-座標）の値は −C/B である。また直線の傾きは −A/B である。

## 整標準形
直線の整標準形 (standard form) とは
{\displaystyle Ax+By=C}
の形の式で、A, B の少なくとも一方が 0 でなく、さらに A, B, C は最大公約数が 1 の整数となるものである。ただし、A が 0 でないならば A > 0 となるようにし、A = 0 のときは B > 0 となるようにするのが普通である。整標準形を一般形に直すのは容易いが、A か B の一方が 0 のときにこれをほかの形に直せるとは限らない。この形で表せる直線はある程度限られてくるので、数学的にはさほど魅力があるわけでもないので、この形の標準形について触れられていない文献も少なくはない。たとえば、直線 x + y = √2 は √2 が無理数であるから、そもそも整数係数に直すことができない。

## 傾き・切片標準形

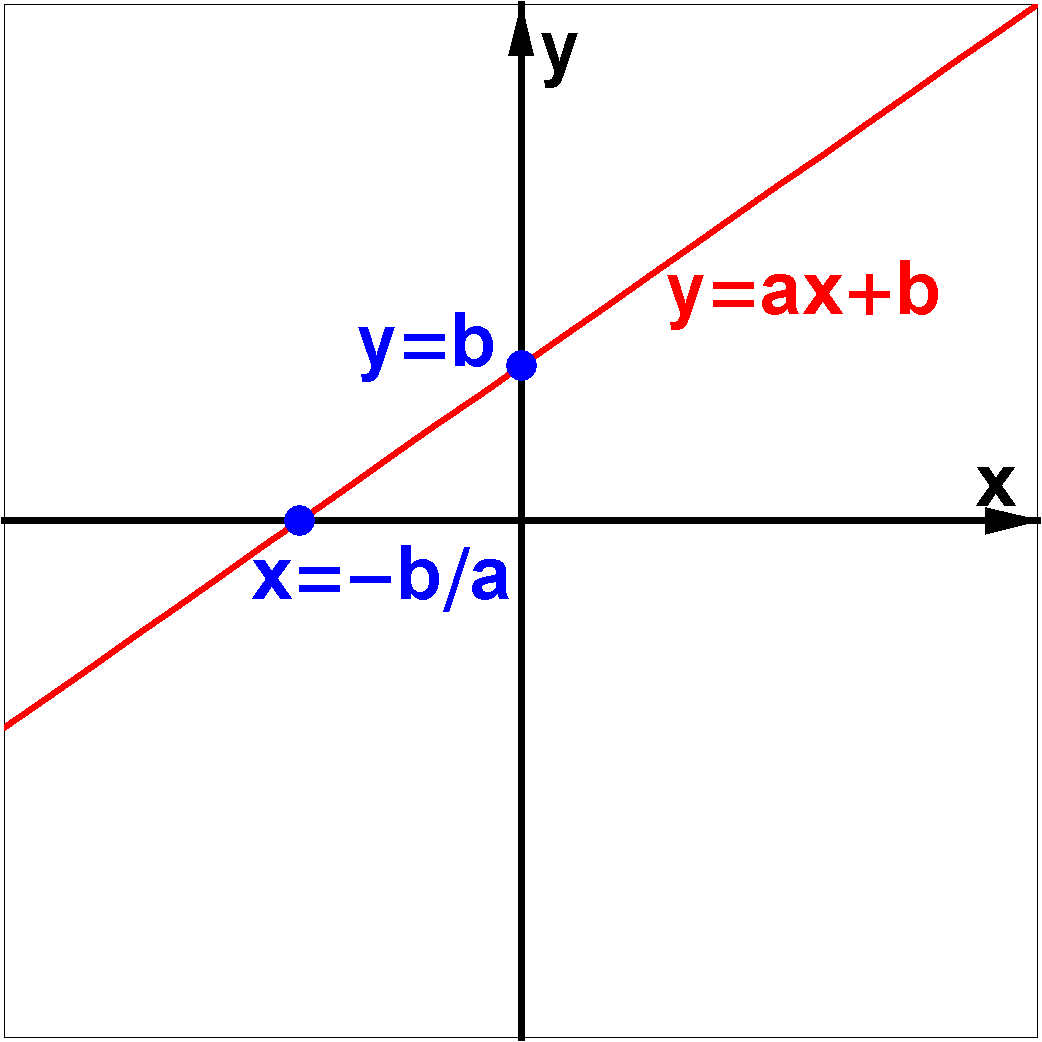

直線の傾き・切片標準形 (slope–intercept form) は、傾き m と y-切片 b を与えて
{\displaystyle y=mx+b}
の形に表される。x = 0 とすれば y = b となるから、b が確かに y-軸との交点の y-座標であることがわかる。x-軸に垂直な直線は（傾きが定義できないので）この形では表せない。

## 点・傾き標準形
直線の点・傾き標準形 (point–slope form) は、直線の傾き m と直線上の一点 (x1,y1) に対して、
{\displaystyle y-y_{1}=m(x-x_{1})}
の形に表される方程式である。点・傾き標準形と傾き・切片標準形とは互いに簡単に書き換えられる。
点・傾き標準形は、直線上の二点間の y-座標の差 (y − y1) が x-座標の差 (x − x1) に比例する（比例定数は、直線の傾き m である）という事実を表しているものと見ることができる。

## 二点標準形
直線の二点標準形 (two-point form) とは、直線上の二点 (x1, y1), (x2, y2) (x1 ≠ x2) によって
{\displaystyle y-y_{1}={\frac {y_{2}-y_{1}}{x_{2}-x_{1}}}(x-x_{1})}
の形の式をいう。二点標準形は基本的に点・傾き標準形と同じものだが、こちらでは直線の傾きが点の座標を用いて
{\displaystyle {\frac {y_{2}-y_{1}}{x_{2}-x_{1}}}}
という形に陽に与えられている

## 切片標準形

直線の切片標準形 (intercept form) は
{\displaystyle {\frac {x}{a}}+{\frac {y}{b}}=1}
という形である。この形にかけるということは a, b ともに 0 であってはならない。この形の方程式のグラフは x-切片が a, y-切片が b となるので、式を見ただけで切片が直ちにわかる。切片標準形は A = 1/a, B = 1/b, C = −1 とおけば一般形で表すことができ、a, b が整数ならば A = 1/a, B = 1/b, C = 1 とおくことで整標準形になる。

## パラメータ表示
ふたつの変数 x, y の関係を陰に記述する直線のパラメータ表示の標準形 (parametric form) は t をパラメータとする連立方程式
{\displaystyle {\begin{cases}x=Tt+U\\y=Vt+W\end{cases}}}
である。このとき、直線の傾きは m = V / T, x-切片は (VU−WT) / V, y-切片は (WT−VU) / T で与えられる。この表示は二点標準形とも関係がある。（ベクトルで考えれば見易いが）実際 T = p − h, U = h, V = q−k, W = k とおいたとき、
{\displaystyle {\begin{cases}x=(p-h)t+h\\y=(q-k)t+k\end{cases}}}
と表せるが、ここで t = 0 とすれば点 (h, k) を表し、t = 1 とすれば点 (p, q) に対応する。さらに 0 < t < 1 とすれば対応する点はいまの二点の 内分点を与え、それいがいの値では外分点に対応する。

## 極表示
直線の方程式を極座標で考えれば極方程式表示 (polar form) 
{\displaystyle r={\frac {mr\cos \theta +b}{\sin \theta }}}
が得られる。ここで、m は直線の傾きで、b は y-切片である。これは θ = 0 のとき定義できないので、不連続性を除くために分母を払って
{\displaystyle r\sin \theta =mr\cos \theta +b}
のように書くこともある。

## ヘッセの標準形

法線は直線に直交する。法線の長さ p は直線と原点との距離である。法線の傾斜角 α は直線が y-軸の正の方向と成す角に等しい。

法線標準形 (normal form) と呼ばれる直線の標準形
{\displaystyle y\sin \alpha +x\cos \alpha -p=0}
は、ドイツの数学者ルートヴィヒ・オットー・ヘッセに因んでヘッセ標準形 (Hesse standard form) とも呼ばれる。ここで α は直線の法線の傾斜角であり、p は法線の長さである。ここでいう法線 (normal) は直線と原点とを結ぶ最短の線分のことを指している（一般には法線は一般の曲線や曲面などに対して「直交する直線」の総称であるので注意）。ヘッセ標準形は標準形の式で各係数を
{\displaystyle {\frac {|C|}{-C}}{\sqrt {A^{2}+B^{2}}}}
で割ることによって得られる。

## 退化形
直線の方程式の係数が特定の値をとるときは、方程式が何らかの意味で退化してしまうこともある。
方程式
{\displaystyle y=b}

は一般形の方程式で A = 0, B = 1 とした特別の場合であり、また傾き・切片標準形で傾きを m = 0 とした特別の場合でもある。この直線のグラフは y-切片が b に等しいような水平線（x-軸に平行）である。b = 0 でない限り x-切片は存在せず、b = 0 でグラフが x-軸に一致するときは任意の実数が x-切片である。
方程式
{\displaystyle x=a}
は一般形の方程式で A = 1, B = 0 とした特別の場合であり、このグラフは x-切片が a であるような鉛直線（y-軸に平行）である。この直線の傾きは定まらず、また a = 0 でないならば y-切片も存在しない。a = 0 のときは直線のグラフが y-軸に一致して、任意の実数が y-切片となる。
自明な方程式
{\displaystyle y=y,\quad x=x}
は、全ての変数や定数が相殺されて消えてしまうもので、常に成立する自明な関係式である。これはつまり、もとの方程式は恒等式と呼ぶべきであり、この方程式のグラフはふつう考えない（考えるとすれば今の場合は xy-平面全体である）。たとえば 2x + 4y = 2(x + 2y) は見かけ上二変数の一次方程式だが、等号で結ばれた各辺の数式は x や y の値をどのように定めようとも「常に」等しい。
同様に不能な方程式
{\displaystyle e=f}
も見かけ上二変数の一次方程式からは現れうる。方程式を代数的な操作で変形していって 1 = 0 のような成立不能な式が導かれる場合に、もとの方程式は不能であるという。これは x や y をどのように与えても関係式が常に成立しないということであり、この場合もグラフを考えることはふつうしないが、かんがえるとすればそれは空集合である。たとえば 3x + 2 = 3x − 5 は一次不能方程式である。

## 一般化
直線の一般化の方向としては、たとえば直線がうめこまれる空間の次元を上げることと、直線の高次元の対応物となる幾何学的対象を考えることのふたつを挙げることができる
空間直線やもっと高い次元の空間に埋め込まれた直線の標準形としてはしばしば
{\displaystyle {\begin{aligned}&{\frac {x-a}{l}}={\frac {y-b}{m}}={\frac {z-c}{n}},\\&{\frac {x_{1}-a_{1}}{m_{1}}}={\frac {x_{2}-a_{2}}{m_{2}}}=\cdots ={\frac {x_{n}-a_{n}}{m_{n}}}\end{aligned}}}
という形の式が用いられる。これは実質的に点・傾き標準形であり、パラメータ表示で
{\displaystyle {\begin{cases}x=Tt+U\\y=Vt+W\\z=Xt+Y\\\quad \vdots \end{cases}}}
と単純に変数の数を増やしたものとも実質的に同じものである。パラメータ表示はベクトルを用いて書けば高次元への一般化に際しても簡明な記述を行うことができる。直線の高次の対応物は適当な方法で助変数の数を増やすことで得られる。直線を高次元の対応物に置き換える方向では多変数化が行われることになるが、x を（あるいは y も）ベクトル値変数とし、係数は同じ次元のベクトルで変数との内積をとるものとすると、ここに挙げたいくつかの標準形については、そのまま考えることができ、類似の議論をおこなうことができる。

## 注